# Брадбери (тауншип, Миннесота)
Брадбери (англ. Bradbury) — тауншип в округе Мил-Лакс, Миннесота, США. На 2000 год его население составило 203 человека.

## География
По данным Бюро переписи населения США площадь тауншипа составляет 95,0 км², из которых 95,0 км² занимает суша, а 0,1 км² — вода (0,05 %).

## Демография
По данным переписи населения 2000 года здесь находились 203 человека, 70 домохозяйств и 52 семьи.  Плотность населения —  2,1 чел./км².  На территории тауншипа расположено 99 построек со средней плотностью 1,0 построек на один квадратный километр. Расовый состав населения: 97,54 % белых, 0,99 % азиатов и 1,48 % приходится на две или более других рас.
Из 70 домохозяйств в 38,6 % воспитывались дети до 18 лет, в 65,7 % проживали супружеские пары, в 4,3 % проживали незамужние женщины и в 25,7 % домохозяйств проживали несемейные люди. 18,6 % домохозяйств состояли из одного человека, при том 8,6 % из — одиноких пожилых людей старше 65 лет. Средний размер домохозяйства — 2,90, а семьи — 3,29 человека.
29,1 % населения — младше 18 лет, 7,4 % — в возрасте от 18 до 24 лет, 31,5 % — от 25 до 44, 23,6 % — от 45 до 64, и 8,4 % — старше 65 лет. Средний возраст — 35 лет. На каждые 100 женщин приходилось 95,2 мужчин.  На каждые 100 женщин старше 18 приходилось 102,8 мужчин.
Средний годовой доход домохозяйства составлял 38 750 долларов, а средний годовой доход семьи —  50 469 долларов. Средний доход мужчин —  30 625  долларов, в то время как у женщин — 25 625. Доход на душу населения составил 16 857 долларов. За чертой бедности не находилась ни одна семья и 2,0 % всего населения тауншипа, из которых 12,5 % старше 65 лет.